# Leonia (Stany Zjednoczone)
Leonia – miasto w Stanach Zjednoczonych, w stanie New Jersey, w hrabstwie Bergen. W 2010 roku liczyło 8937 mieszkańców.